# 충주중앙중학교 가금분교
충주중앙중학교 가금분교는 충청북도 충주시 중앙탑면 첨단산업로 1171-34 (가흥리)에 있었던 공립 중학교이다.

## 연혁
- 1972.03.09 가금중학교 개교식
- 1979.11.20 공군 제6972부대 작전계획으로 인하여 본교토지 및 건물매각
- 1980.11.29 이전 신축교사 준공
- 1980.12.12 본교 이전식 거행
- 1999.03.01 충주중앙중학교 가금분교장으로 통합
- 2009.02.28 폐교